# David Burtka
David Burtka (Dearborn, Míchigan, 29 de mayo de 1975) es un actor y chef estadounidense. Es esposo del actor Neil Patrick Harris.

## Primeros años
Burtka nació en Dearborn, Míchigan, creció en Canton y se graduó de la Escuela Secundaria Salem en 1993. Estudió actuación en el Interlochen Center for the Arts y más tarde obtuvo su título de Bachiller en Bellas Artes en la Universidad de Míchigan. Además, estudió para ser cantante y actor de teatro en William Esper Studios.

## Carrera
Su debut en Broadway fue en 2003, cuando interpretó a Tulsa en Gypsy, protagonizada por Bernadette Peters. Personificó a El Muchacho en el estreno en los Estados Unidos de The Play About the Baby, de Edward Albee, actuación que le valió el Premio Clarence Derwent por mejor artista masculino revelación.
En 2004, Burtka interpretó a Matt en el musical The Opposite of Sex y volvió a personificarlo en el estreno en la Costa Este, en el verano de 2006.
Burtka debutó en la televisión en 2002, en un papel como estrella invitada en The West Wing; más tarde apareció en varios episodios de Crossing Jordan. Personificó a Scooter, el novio de instituto de Lily Aldrin (Alyson Hannigan) en cinco episodios de la serie How I Met Your Mother.
Apareció en la temporada 6, episodio 10 como juez en RuPaul's Drag Race junto a su esposo. 
Según Neil Patrick Harris, su pareja desde 2004, en 2009 Burtka abandonó la actuación para ser chef. En el verano del mismo año, se graduó del instituto culinario Le Cordon Bleu College of Culinary Arts, de Pasadena, y creó una compañía de servicio de banquetes en Los Ángeles, Gourmet M.D.
Burtka hizo un cameo en A Very Harold & Kumar 3D Christmas como él mismo, donde compartió una escena con la versión ficticia de Neil Patrick Harris, interpretada por Harris.

## Vida personal

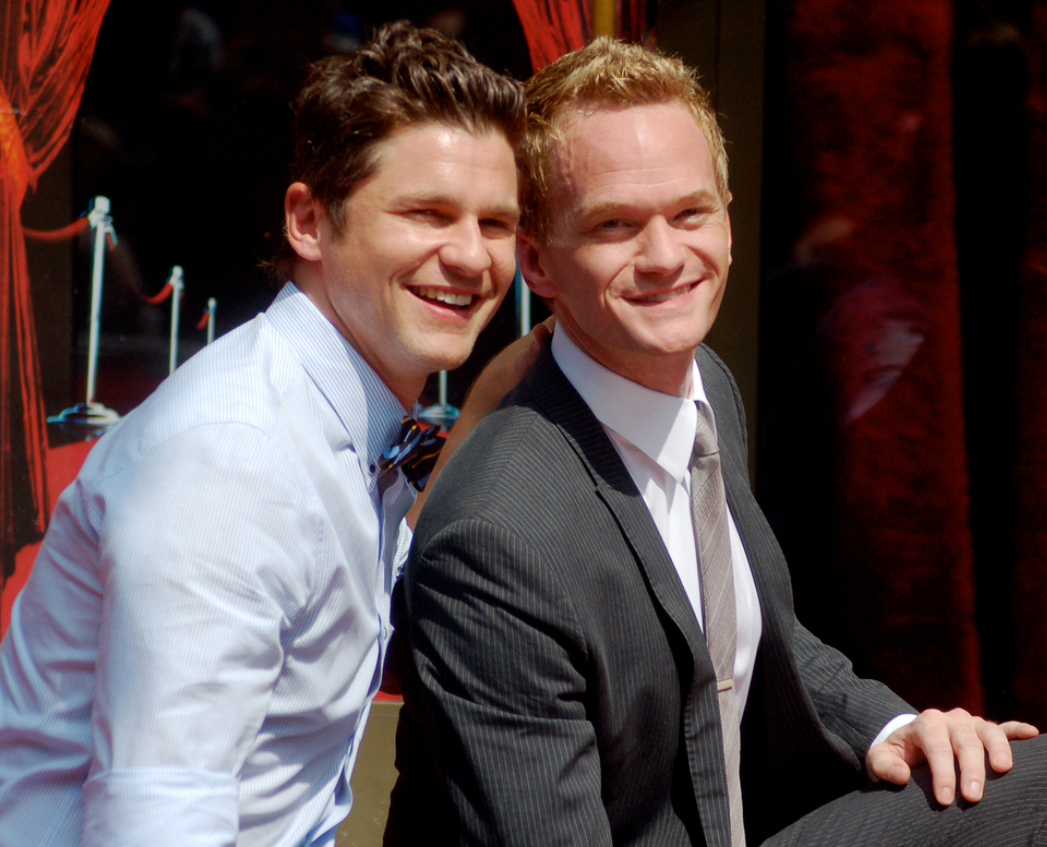
Burtka con Neil Patrick Harris en septiembre de 2011.

Seis meses después de la participación de Burtka en How I Met Your Mother, se difundió el rumor de que el actor había obtenido el papel porque tenía una relación amorosa con uno de los protagonistas de la serie, Neil Patrick Harris. La especulación que surgió a partir del rumor llevó a que Harris finalmente declarara que es homosexual en una nota para la revista People. Burtka no respondió al rumor, pero Harris dijo más tarde que él y Burtka se mudarían para vivir juntos.
Burtka y Harris asistieron a la entrega de los Premios Emmy en septiembre de 2007 como una pareja oficial por primera vez, y Harris más tarde comentó el tema en The Ellen DeGeneres Show.
El 4 de febrero de 2009, Burtka y Harris aparecieron juntos sobre el escenario por primera vez, en un dueto de Rent a beneficio del Centro Comunitario LGBT en Nueva York. Los dos actores salían desde abril de 2004. El 14 de agosto de 2010, Harris anunció que él y Burtka estaban esperando mellizos a través de una madre de alquiler. Los mellizos, Gideon Scott, un varón, y Harper Grace, una niña, nacieron el 12 de octubre de 2010.
A mediados de agosto de 2014, después de 10 años de relación, David Burtka y Neil Patrick Harris contrajeron matrimonio en una ceremonia íntima celebrada en Italia, a la cual solo asistieron amigos y familiares cercanos. Contaron con la presencia de Elton John, quien amenizó la recepción.